# Лі Сяоцинь
Лі Сяоцинь (7 грудня 1961) — китайська баскетболістка.
Учасниця Олімпійських Ігор 1984, 1988 років.
Бронзова призерка Олімпійських ігор 1984 року.